# Pericoma formosa
Pericoma formosa is een muggensoort uit de familie van de motmuggen (Psychodidae). De wetenschappelijke naam van de soort is voor het eerst geldig gepubliceerd in 1964 door Nielsen. Deze naam bleek al te bestaan voor een in 1905 beschreven soort en deze soort van Nielsen is daarom hernoemd tot Pericoma nielseni, Kvifte 2010.